# Sretensk
Sretensk (russisch Сретенск) ist eine Kleinstadt in der Region Transbaikalien (Russland) mit 6850 Einwohnern (Stand 14. Oktober 2010).

## Geographie
Die Stadt liegt nördlich des Borschtschowotschnygebirges in Transbaikalien, etwa 380 km östlich der Regionshauptstadt Tschita, am Fluss Schilka, dem linken Quellfluss des Amur.
Die Stadt Sretensk ist Verwaltungszentrum des gleichnamigen Rajons.

## Geschichte
Der Ort war seit 1689 als Kosakenwinterlager bekannt. 1783 wurde ein Ostrog errichtet. 1789 wurde Stretensk Stadt und Verwaltungszentrum eines Kreises (Ujesds). Der Name bezieht sich auf die Darstellung des Herrn (russisch Sretenije Gospodne) – an diesem Tag wurde eine Kapelle geweiht. 1798 verlor der Ort den Stadtstatus jedoch wieder.
Bis weit in das 19. Jahrhundert war auch die Schreibweise Stretensk anzutreffen.
1897 wurde Sretensk zum vorläufigen Endpunkt der Transbaikalstrecke der Transsibirischen Eisenbahn (die Chinesische Ostbahn durch die Mandschurei nach Wladiwostok zweigte 280 Kilometer weiter westlich ab). Vom Sretensk wurden Güter und Personen weiter mit Dampfschiffen auf Schilka und Amur in Richtung Blagoweschtschensk und Chabarowsk befördert. Der Ort wurde zu einer bedeutenden Handelssiedlung, zumindest bevor 1916 die Amurbahn endgültig eröffnet wurde (Bau ab 1908), die von der ursprünglichen Transsibstrecke aus strategischen Gründen (Entfernung von der chinesischen Grenze) wiederum weiter westlich abzweigte und den Durchgangsverkehr aufnahm.
Trotzdem erhielt Sretensk 1926 erneut Stadtrecht.

### Bevölkerungsentwicklung
| Jahr | Einwohner |
| ---- | --------- |
| 1897 | 1.400     |
| 1926 | 8.600     |
| 1939 | 13.528    |
| 1959 | 15.138    |
| 1970 | 13.805    |
| 1979 | 13.414    |
| 1989 | 10.445    |
| 2002 | 8.192     |
| 2010 | 6.850     |

Anmerkung: Volkszählungsdaten (bis 1926 gerundet)

## Kultur und Sehenswürdigkeiten
In Sretensk gibt es ein kleines Heimatmuseum.

## Wirtschaft und Infrastruktur
Es gibt Betriebe der Leicht-, Lebensmittel- und Holzindustrie, in der Siedlung Kokui (10 km westlich) Schiffbau (kleinere Flussschiffe).
Sretensk ist Endpunkt einer 52 Kilometer langen Zweigstrecke, die bei Dunajewo (Station Kuenga) von der Hauptstrecke der Transsibirischen Eisenbahn abzweigt. In Sretensk überquert seit 1986 die „Straße republikanischer Bedeutung“ R426, welche die südöstlichen Teile der Region Transbaikalien an das Straßennetz anschließt, die Schilka.

## Söhne und Töchter der Stadt
- Wladimir Titow (* 1947), Kosmonaut